# Fibriciellum silvae-ryae
Fibriciellum silvae-ryae — вид грибів, що належить до монотипового роду  Fibriciellum.

## Місця зростання
Знайдений у Швеції на гілці дуба, що впала на землю.